# Razzmatazz
Razzmatazz (o simplement Razz) és una discoteca i sala de concerts que es troba a l'antiga Fàbrica Huracan Motors, al carrer dels Almogàvers, 122-124 (entre el carrer de Pamplona i el d'Àlaba), al barri del Poblenou de Barcelona. El 2015 va rebre el Premi ARC per la millor programació de sala de concerts.

## Història
Quan l'any 2000 la sala Zeleste va tancar uns nous propietaris la van reobrir després d'algunes reformes i un nou nom: Razzmatazz.
Entre els artistes que hi han actuat destaquen: Arctic Monkeys, Foals, Bloc Party, Soulwax, The 1975, Two Door Cinema Club, Yelle, Calvin Harris, Of Montreal, Dorian, Passion Pit, The Toy Dolls, Crim, Skatalà, Opció K-95 o Inadaptats en el seu retorn als escenaris.

## Galeria

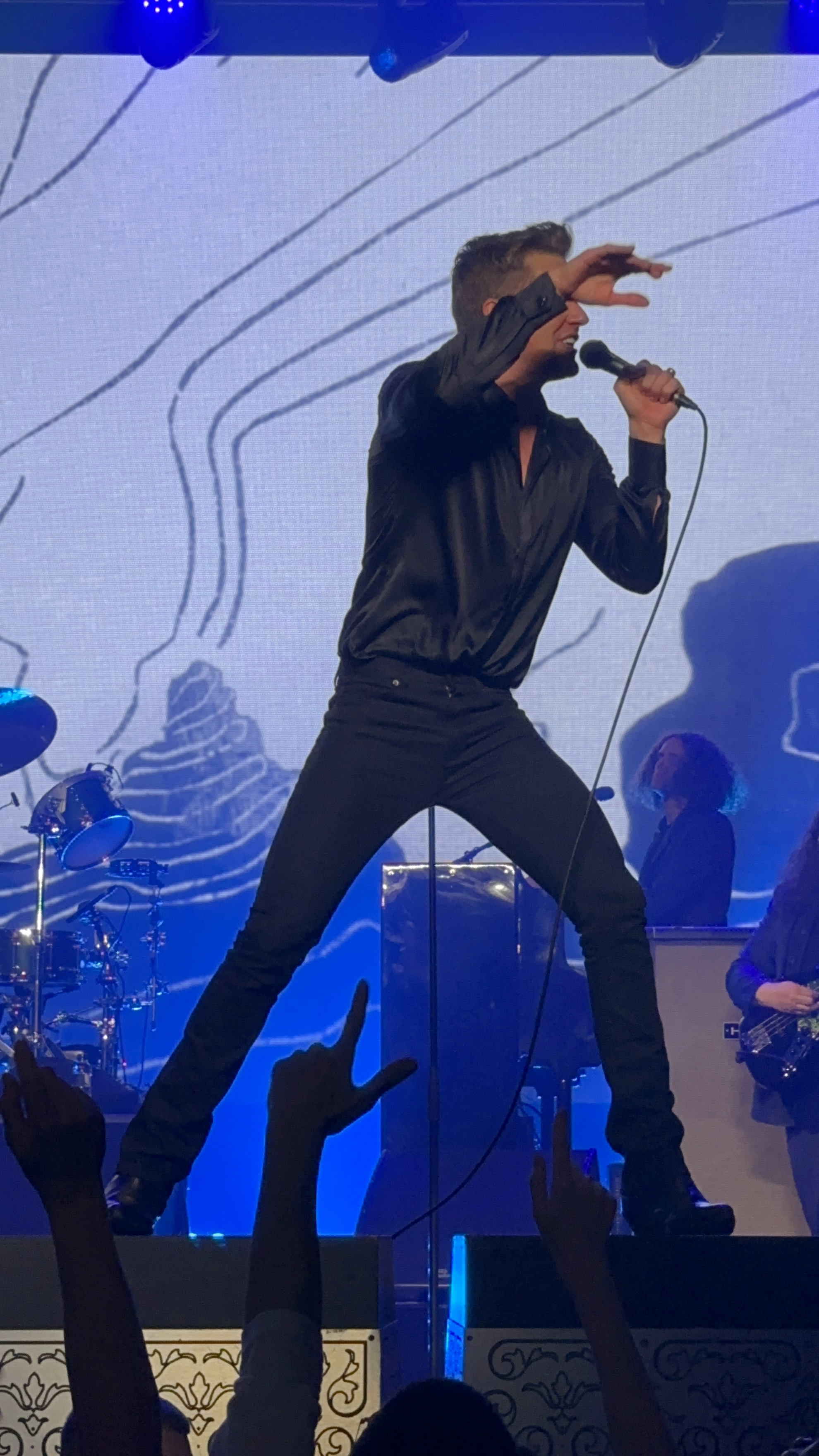
The Killers (2024)
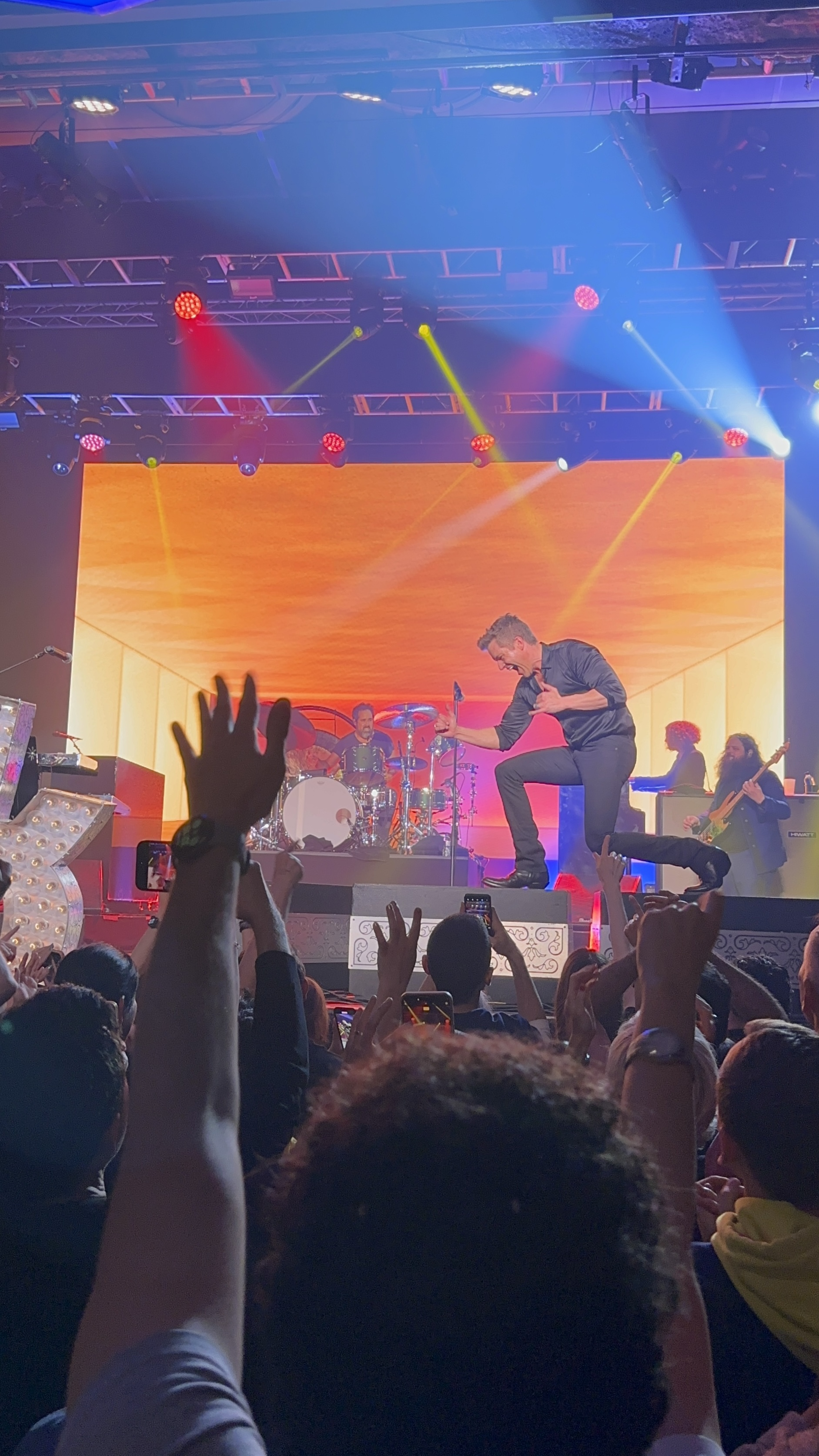
The Killers (2024)
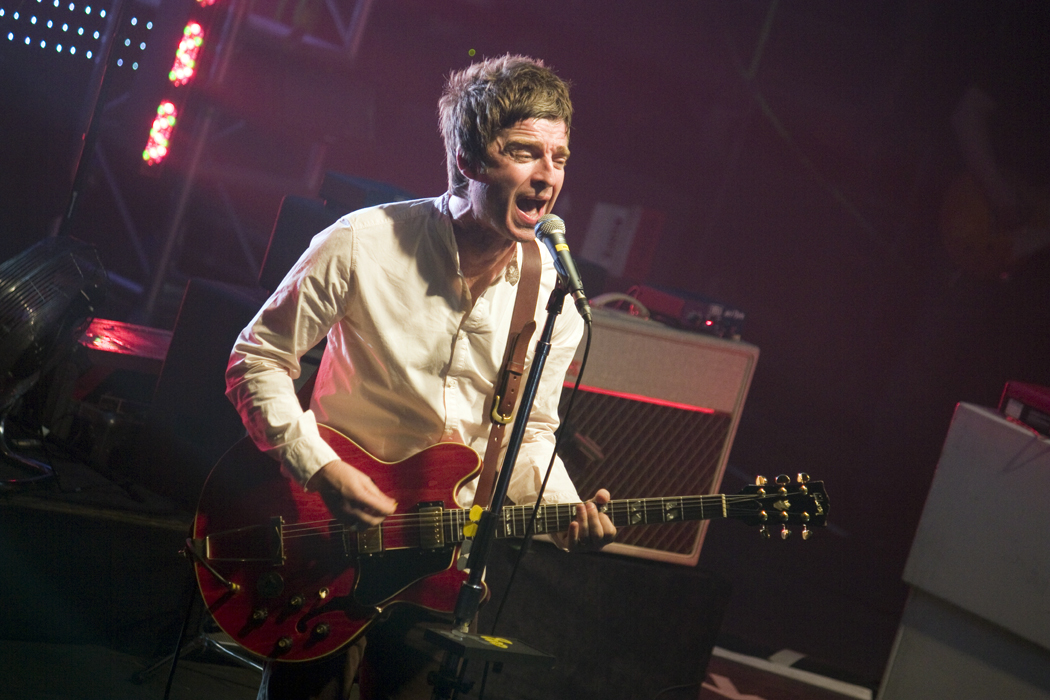
Noel Gallagher (2012)
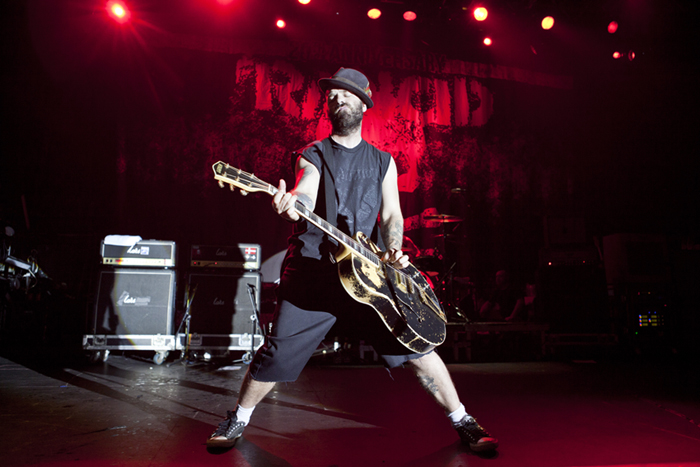
Rancid (2012)
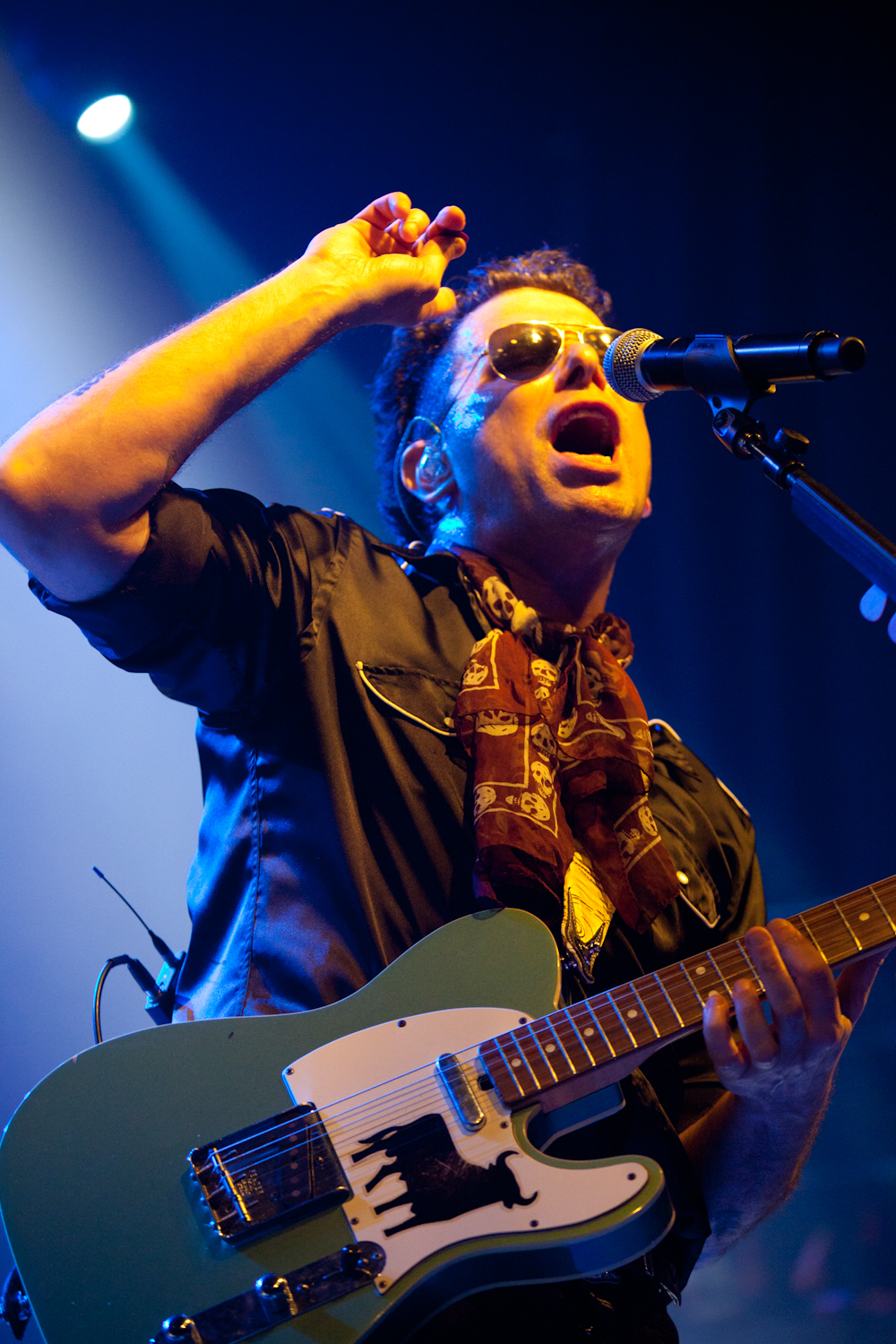
Andrés Calamaro (2010)
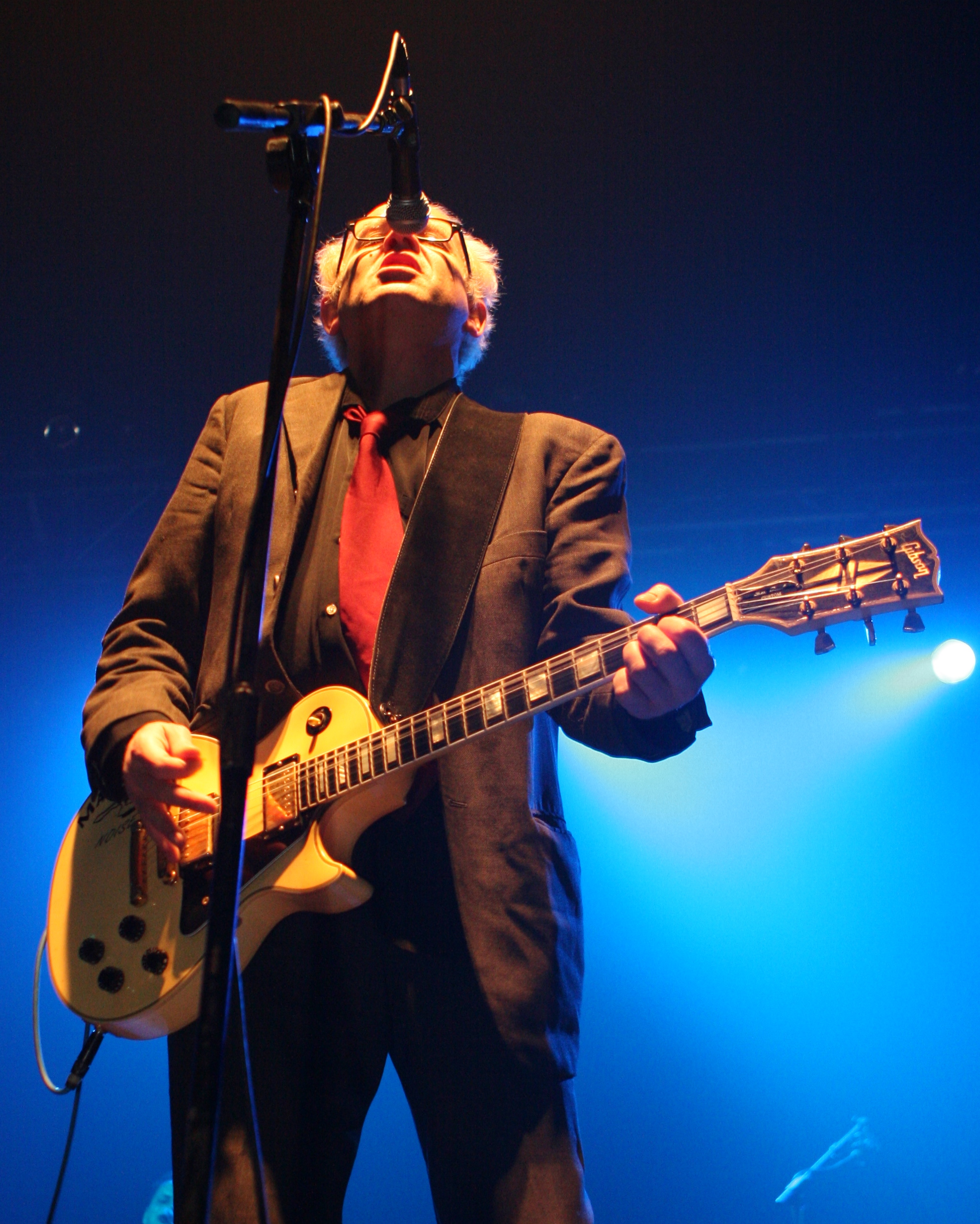
Siniestro Total (2008)